# Pluvier neigeux
Anarhynchus nivosus
Espèce
Synonymes
Charadrius nivosus
Statut de conservation UICN

 NT A2bc+3bc+4bc : Quasi menacé
Le Pluvier neigeux (Anarhynchus nivosus, anciennement Charadrius nivosus) est une espèce d'oiseaux de la famille des Charadriidae. Elle était et est encore parfois considérée comme une sous-espèce du Pluvier à collier interrompu (C. alexandrinus).

## Répartition
Son aire s'étend sur le sud-ouest des États-Unis, le Mexique, l'Amérique centrale et la côte ouest de l'Amérique du Sud.

## Sous-espèces
D'après la classification de référence (version 14.1, 2024) de l'Union internationale des ornithologues, le Pluvier neigeux possède 2 sous-espèces (ordre philogénique) :
- Anarhynchus nivosus nivosus (Cassin, 1858) ;
- Anarhynchus nivosus occidentalis (Cabanis, 1872).